# Онг Лонг
Онг Лонг (лаос. ເຈົ້າອົງລອງ; пом. 1767) — другий володар королівства В'єнтьян.
Був старшим сином і спадкоємцем короля Сеттатірата II. Зійшов на трон 1730 року після смерті батька.
Про правління Онг Лонга відомо вкрай мало. Здебільшого воно було мирним і лише в останні роки свого володарювання король був змушений придушувати кілька повстань.
Помер 1767 року, після чого трон зайняв його молодший брат Онг Бун.